# Nokia 2690
En Nokia 2690 er en mobiltelefon, produceret af Nokia. Det er en firebåndstelefon, der kan operere på 850, 900, 1800 1900 MHz med automatisk skift mellem frekvenserne. Den måler 107,5 x 45,5 x 13,8 mm og vejer 80,7 gram.

## Tekniske specifikationer
- Digitalt kamera (640x480) og videooptager (176x144)
- MP3, ringetoner og brugeroprettede ringtoner (stemmeoptager)
- FM-radio
- Bluetooth 2.0
- SMS, MMS, email, og Nokia Xpress Audio Messaging
- 25 MB intern dynamisk hukommelse, microSD port til hukommelseskort med hot-swap, maks. 8 GB

### Dimensioner
- Rumfang: 58.8 cm3
- Vægt: 80,7 g
- Længde: 107.5 mm
- Bredde: 45.5 mm
- Tykkelse: 13.8 mm

### Skærm
- 45.72 mm, 262.144 farver, 128 x160 pixels

### Billeder
- 0.3 MP kamera/VGA (640x480, 176x144 video)
- TFT farveskærm

### Multimedie
- Kamera (foto- og videooptager)
- Musikafspiller (AMR, AMR-WB, MIDI, MXMF, MP3, AAC, MP4/M4A/3GP/3GA (AAC, AAC+, eAAC+, AMR, AMR-WB), X-Tone, WAV (PCM, a-law, mu-law, ADPCM), WMA (WMA9, WMA10)
- Videoafspiller (174x144 3GP)
- Stemmmeoptager
- FM-radio med RDS-understøttelse

### Beskeder
- Email, understøtter POP3, IMP4 og SMTP protocols
- Nokia XpressAudio Messaging (send hilsner med stemmeklip))
- SMS
- MMS

### Javaapplikationer
- MMS 1.3 (understøtter 300 KB i størrelse)
- Nokia Xpress Audio Messaging tiit

### Forbindelser
- Foto og datadelning medBluetooth 2.0 og USB

### Browsere
- Opera Mini browser
- Indbygget browser.

### Strømforsyning
- Batteri: BL-5C
- Kapacitet: 860 mAh
- Taletid: Op til 270 minutter (GSM)
- Standby: Op til 335 timer(GSM)

### Indhold af salgspakke
- Nokia 2690
- Batteri BL-4C
- Stereo Headset WH-102
- Oplader, AC-3
- Brugervejleding

### Operativsystem
- Nokia OS